# Látóideg
A látóideg a látási információkat közvetíti a szem retinájából a központi idegrendszerbe. A kétoldali látóideg az agyalapi mirigy gödre előtti haránt barázdában részben kereszteződnek, majd a látókötegben folytatódnak. A recehártya részeinek egymáshoz viszonyított helyzetét végig szigorúan megőrzi.

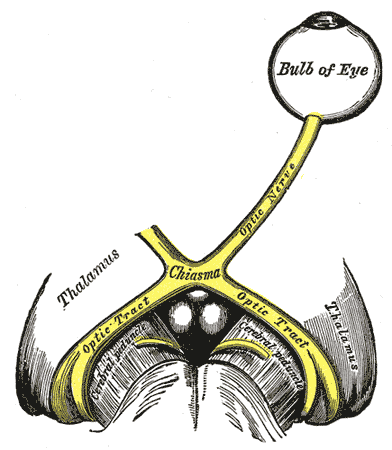
Nervus opticus

## Látóideg(II. agyideg)
A látóideg (nervus opticus) érzékszervi agyideg. Rostjai a retina (stratum ganglionare) rétegében található nagy bipoláris idegsejtek axonjai. A rostok a retinában a látóidegfőhöz (papilla nervi optici) futnak össze, és a szemet annak hátsó pólusától 3-4 milliméterre nasalis (medialis) irányban hagyják el, mint látóideg (nervus opticus). A látóideg rostjai velőhüvelyesek (myelinhüvelyesek), de a velőhüvelyeket inkább oligodendrociták, mint Schwann-sejtek alkotják, mivel a látóideg nagyon hasonló a központi idegrendszer pályájáihoz. A látóideg a szemüreget (orbita) saját csontos csatornáján (canalis nervi optici), keresztül hagyja el, és az ellenoldali szemideggel egyesülve képezi a látóidegkereszteződést (chiasma opticum) (a szemidegek részleges kereszteződését). A látóidegkereszteződés (chiasma opticum) a harmadik agykamra elülső falának és aljzatának találkozásánál helyezkedik el. A kereszteződésben a mindkét oldali retina nasalis (medialis) feléből származó rostok, beleértve a sárgafolt (macula lutea) nasalis feléből eredő rostokat is, átkereszteződnek a középvonalon, és belépnek az ellenoldali látókötegbe (tractus opticus), míg a retina temporalis (lateralis) feléből származó rostok, beleértve a macula temporalis feléből kiinduló rostokat is, hátrafelé folytatódnak az azonos oldali tractus opticusba. A látóköteg (tractus opticus) a látóidegkereszteződésből (chiasma opticum) indul ki, és hátrafelé fut az agytörzset oldalról megkerülve, és az oldalsó térdes testben (corpus geniculatum laterale) végződik. Néhány rost a középagyba fut, ezek a fényreflexekben játszanak szerepet.

### A látópálya neuronjai és a binocularis látás
A látási ingerületeket a látókéregbe négy neuron vezeti: 
1. pálcikák és csapok, amelyek a retina specializálódott receptor neuronjai;
2. a bipoláris neuronok, amelyek összekötik a pálcikákat és a csapokat a ganglion sejtekkel;
3. a dúcsejtek, amelyeknek az axonjai az oldalsó térdes testhez (corpus geniculatum laterale) futnak;
4. a corpus geniculatum laterale neuronjai, amelyeknek axonjai az agykéreghez futnak.

A binoculáris látásnál a látótér jobb és bal oldala a mindkét oldali retina egyik felére vetül. A látóidegek kereszteződésében ebből a két azonos oldali retina félből származó axonok összekombinálódnak, és együttesen alkotják a látóköteget (tractus opticus). Az oldalsó térdes test (corpus geniculatum laterale) neuronjai így már egy egész oldali látóteret vetítenek az ellenkező oldali félteke látómezejére. Az alsó retina negyedek (a látótér felső része) a madársarkantyúbarázda (sulcus calcarinus) alsó falába, míg a felső retina negyedek (a látótér alsó része) a barázda felső falába vetülnek. A sárgafolt (macula lutea) a 17-es mező hátsó részén, a retina többi része pedig az elülső részén reprezentált.

### Látási reflexek

#### Direkt és konszenzuális fényreflexek
Ha az egyik szemet megvilágítjuk, normális esetben mindkét szem pupillája összeszűkül. A megvilágított szem pupillájának összehúzódását nevezzük (direkt fényreflexnek); a másik oldali pupilla összehúzódása, annak ellenére, hogy azt a szemet nem is világítottuk meg, a (konszenzuális fényreflex).

#### Az akkomodációs reflex
Amikor a szemeinket egy távoli tárgyról egy közelire irányítjuk, a szemtengelyek konvergálnak; a szemlencse domborulata növekszik, ezzel törőereje is, (fókusztávolsága csökken); és a pupillák összehúzódnak, hogy a fény csak a szemlencse legvastagabb, középső részén haladhasson át.

#### A cornealis reflex
A cornea (szaruhártya) vagy a conjunctiva (kötőhártya) finom érintésére a szemhéjak összezáródnak.

#### A látási testreflexek
A szem automatikus pásztázó mozgása olvasáskor, a szemek, a fej és a nyak automatikus mozgása a látási ingerek irányába, és a szem védekező becsukódása, sőt még a karok védekező felemelése is reflexes mozgások.

#### A pupillaris bőrreflexek
A pupillák kitágulnak, ha a bőrt csípésekkel fájdalmasan ingereljük.

### Közös szemmozgató ideg (III. agyideg)
A közös szemmozgató ideg (nervus oculomotorius) motoros funkciójú agyideg: Szomatomotoros és paraszimpatikus motoros része van.

#### A közös szemmozgató ideg magvai
Az idegnek két motoros magja van: 
1. a fő motoros mag és
2. a járulékos paraszimpatikus mag

A mag fő része annak a szürkeállománynak az elülső részében helyezkedik el, amely körbeveszi a Sylvius-csatornát a középagyban. A felső ikertestek szintjében van. Olyan idegsejtekből áll, amelyek kettő kivételével a (felső ferde és az oldalsó egyenes) ellátják az összes külső szemizmot. A kiinduló idegrostok előrefelé keresztülhaladnak a vörös mag (nucleus ruber) állományán és a középagy (mesencephalon) elülső felszínén az agykocsányok közti árokban (fossa interpeduncularis) lépnek ki. A fő motoros mag rostokat kap mindkét oldali agyféltekéből. Rostokat kap a felső ikertestekből, és ezen az úton keresztül információkat kap a látókéregből. Ugyancsak kap rostokat a medialis hosszanti kötegből (fasciculus longitudinalis medialis), amelyen keresztül kapcsolatban áll a negyedik, hatodik és a nyolcadik agyideg magvaival.
Az ideg járulékos paraszimpatikus magja (nucleus accessorius parasympathicus) (Edinger-Westphal mag) a fő mag mögött helyezkedik el. Az idegsejtek axonjai, amelyek preganglionaris rostok, elkísérik a többi oculomotorius rostot a szemüregbe (orbita). Itt a szemüregben lévő idegdúcban (ganglion ciliare) átkapcsolódnak, és a postganglionaris rostok a (nervi ciliares breves) a szivárványhártya pupillaszűkítő izmához és a sugártest (corpus ciliare) izmaihoz futnak. A mag rostokat kap az agykéregből az akkomodációs reflexhez, és rostokat a tectum előtti magból (nucleus pretectalis) a direkt és a konszenzuális fényreflexekhez.

#### A közös szemmozgató ideg lefutása
A közös szemmozgató ideg a középagy a elülső felszínén lép ki a központi idegrendszerből (. Előrefelé áthalad a hátsó agyi verőér (arteria cerebri posterior) és a felső kisagyi verőér (arteria cerebelli superior) között. Azután a középső koponyagödörben fut a barlangos agyi vénás öböl a (sinus cavernosus) oldalsó falában. Itt egy felső és egy alsó ágra oszlik, amelyek a szemüregbe a felső szemgödri hasadékon (fissura orbitalis superior) keresztül lépnek be. A következő külső szemizmokat idegzi be: a felső szemhéjemelő izom (musculus (m.) levator palpebrae superioris), a felső egyenes szemizom (m. rectus superior), a belső egyenes szemizom (m. rectus medialis), az alsó egyenes szemizom (m. rectus inferior) és az alsó ferde szemizom (m. obliquus inferior). A ganglion ciliarehoz futó ágán és a rövid ciliaris idegeken (nervi ciliares breves) keresztül parasympathicus rostokkal beidegzi a következő belső szemizmokat: a pupilla szűkítő izom (musculus constrictor pupillae iridis) és a sugárest izmai (musculi ciliares). Így a nervus oculomotorius kizárólag mozgató ideg és a következő mozgásokat kontrollálja: a felső szemhéj emelése, a szemgolyó elfordítása fölfelé, lefelé és medialis irányba; a pupilla szűkítése; és a szem akkomodációja.